# تووا ایرلاینز
تووا ایرلاینز (به انگلیسی: Tuva Airlines) یک شرکت هواپیمایی است که در ۱۹۹۲ میلادی تأسیس شده‌است. دفتر مرکزی تووا ایرلاینز در کیزیل، روسیه واقع شده‌است و قطب این شرکت هواپیمایی در فرودگاه کیزیل قرار دارد و به ۷ مقصد، پرواز انجام می‌دهد.